# Danilo Pertot
Danilo Pertot, radijski igralec, režiser, radijski urednik in kulturni delavec, * 15. junij 1948, Trst (Barkovlje), † 13. oktober 2019, Trst.

## Življenje in delo
Danilo Pertot se je rodil v Barkovljah očetu Mariju in materi Ermenegildi Pertot. Po obveznem šolanju in zaključenem slovenskem liceju v Trstu se je leta 1978 zaposlil na Radiu Trst A kot urednik, kjer je bil odgovoren za priljubljene oddaje Glasba po željah, Od Milj do Devina (ki so jo ustvarjali v glavnem mladi) in druge. Ko je družba RAI dodelila tudi televizijske programe Slovencem v Furlaniji - Julijski Krajini, je Pertot uresničil tudi marsikateri dokumentarec. Vpokojil se je leta 2006.
Danilo Pertot se je približal že kot višješolski dijak Radijskemu odru,  zaradi službe je manj pogosto nastopal, po upokojitvi pa je spet začel redno sodelovati s skupino, bodisi kot igralec, režiser in odbornik društva. Njegova je zasluga, da so pri Radijskem odru začeli s sinhronizacijami risank za otroke v slovenskem jeziku, ki že dolga leta bogatijo televizijske sporede slovenske ponudbe RAI.  V prostem času je mnogo sodeloval tudi s Slovensko prosveto in Društvom slovenskih izobražencev iz Trsta, prepisoval je in tipkal za ciklostil registrirane posege na Študijskih dnevih Draga, tako da so lahko izšli v tiskani obliki. 
Danilo Pertot je bil tudi velik poznavalec slovenske polpretekle zgodovine. Tako je bil pobudnik nastanka radijske igre Srca, ki se ljubijo, se vedno iščejo in se vselej najdejo, ki jo je napisala Bruna Marija Pertot in ki je posvečena liku in delu duhovnika Lada Piščanca. Radijsko igro je tudi režiral in dokončal, žal pa je doslej ostala še neobljavljena v radijskem arhivu.